# Загайполь
Зага́йполь (укр. Загайпіль) — село в Подгайчиковской сельской общине Коломыйского района Ивано-Франковской области Украины.
Население по переписи 2001 года составляло 815 человек. Занимает площадь 9.52 км². Почтовый индекс — 78264. Телефонный код — 03433.